# Batrachorhina madagascariensis
Batrachorhina madagascariensis är en skalbaggsart som först beskrevs av Thomson 1868.  Batrachorhina madagascariensis ingår i släktet Batrachorhina och familjen långhorningar.
Artens utbredningsområde är Madagaskar. Inga underarter finns listade.